# Mohamed Konaté (calciatore 1997)
Mohamed Konaté (Odienné, 12 dicembre 1997) è un calciatore ivoriano naturalizzato burkinabé, attaccante dell'Al-Riyadh della nazionale burkinabé.

## Caratteristiche tecniche
È un centravanti.

## Statistiche
Statistiche aggiornate al 25 luglio 2020.

### Presenze e reti nei club
| Stagione        | Squadra          | Campionato      | Campionato | Campionato | Coppe nazionali | Coppe nazionali | Coppe nazionali | Coppe continentali | Coppe continentali | Coppe continentali | Altre coppe | Altre coppe | Altre coppe | Totale | Totale | Totale |
| Stagione        | Squadra          | Comp            | Pres       | Reti       | Comp            | Pres            | Reti            | Comp               | Pres               | Reti               | Comp        | Pres        | Reti        | Pres   | Reti   |        |
| --------------- | ---------------- | --------------- | ---------- | ---------- | --------------- | --------------- | --------------- | ------------------ | ------------------ | ------------------ | ----------- | ----------- | ----------- | ------ | ------ | ------ |
| 2016-2017       | Ural             | PL              | 4          | 0          | CR              | 1               | 1               |                    | -                  | -                  |             | -           | -           | 5      | 1      |        |
| 2017            | Babīte           | VL              | 1          | 1          | CL+CdL          | 0               | 0               |                    | -                  | -                  |             | -           | -           | 1      | 1      |        |
| 2017            | Qairat Akademija | PL              | 12         | 3          | CK              | 0               | 0               |                    | -                  | -                  |             | -           | -           | 12     | 3      |        |
| 2018            | Homel'           | VL              | 12         | 2          | CB              | 0               | 0               |                    | -                  | -                  |             | -           | -           | 12     | 2      |        |
| 2018-2019       | P'yownik         | BC              | 15         | 6          | CA              | 1               | 0               | UEL                | 6                  | 2                  |             | -           | -           | 22     | 8      |        |
| lug.-set. 2019  | Tambov           | PL              | 2          | 0          | CR              | 0               | 0               |                    | -                  | -                  |             | -           | -           | 2      | 0      |        |
| set. 2019-2020  | Chimki           | PFNL            | 8          | 0          | CR              | 3               | 0               |                    | -                  | -                  |             | -           | -           | 11     | 0      |        |
| Totale carriera | Totale carriera  | Totale carriera | 54         | 12         |                 | 5               | 1               |                    | 6                  | 2                  |             | -           | -           | 65     | 15     |        |

### Cronologia presenze e reti in nazionale
| Cronologia completa delle presenze e delle reti in nazionale ― Burkina Faso | Cronologia completa delle presenze e delle reti in nazionale ― Burkina Faso | Cronologia completa delle presenze e delle reti in nazionale ― Burkina Faso | Cronologia completa delle presenze e delle reti in nazionale ― Burkina Faso | Cronologia completa delle presenze e delle reti in nazionale ― Burkina Faso | Cronologia completa delle presenze e delle reti in nazionale ― Burkina Faso | Cronologia completa delle presenze e delle reti in nazionale ― Burkina Faso | Cronologia completa delle presenze e delle reti in nazionale ― Burkina Faso |
| Data                                                                        | Città                                                                       | In casa                                                                     | Risultato                                                                   | Ospiti                                                                      | Competizione                                                                | Reti                                                                        | Note                                                                        |
| --------------------------------------------------------------------------- | --------------------------------------------------------------------------- | --------------------------------------------------------------------------- | --------------------------------------------------------------------------- | --------------------------------------------------------------------------- | --------------------------------------------------------------------------- | --------------------------------------------------------------------------- | --------------------------------------------------------------------------- |
| 9-10-2020                                                                   | El Jadida                                                                   | Burkina Faso                                                                | 3 – 0                                                                       | RD del Congo                                                                | Amichevole                                                                  | -                                                                           | 71’                                                                         |
| 12-10-2020                                                                  | El Jadida                                                                   | Madagascar                                                                  | 1 – 2                                                                       | Burkina Faso                                                                | Amichevole                                                                  | -                                                                           | 65’                                                                         |
| 12-11-2020                                                                  | Ouagadougou                                                                 | Burkina Faso                                                                | 3 – 1                                                                       | Malawi                                                                      | Qual. Coppa d'Africa 2021                                                   | -                                                                           | 78’                                                                         |
| 16-11-2020                                                                  | Blantyre                                                                    | Malawi                                                                      | 0 – 0                                                                       | Burkina Faso                                                                | Qual. Coppa d'Africa 2021                                                   | -                                                                           | 68’                                                                         |
| 24-3-2021                                                                   | Kampala                                                                     | Uganda                                                                      | 0 – 0                                                                       | Burkina Faso                                                                | Qual. Coppa d'Africa 2021                                                   | -                                                                           | 72’                                                                         |
| 12-6-2021                                                                   | Rabat                                                                       | Marocco                                                                     | 1 – 0                                                                       | Burkina Faso                                                                | Amichevole                                                                  | -                                                                           | 10’ 66’                                                                     |
| 2-9-2021                                                                    | Marrakech                                                                   | Niger                                                                       | 0 – 2                                                                       | Burkina Faso                                                                | Qual. Mondiali 2022                                                         | 1                                                                           | 79’                                                                         |
| 7-9-2021                                                                    | Marrakech                                                                   | Burkina Faso                                                                | 1 – 1                                                                       | Algeria                                                                     | Qual. Mondiali 2022                                                         | -                                                                           | 81’                                                                         |
| 8-10-2021                                                                   | Marrakech                                                                   | Gibuti                                                                      | 0 – 4                                                                       | Burkina Faso                                                                | Qual. Mondiali 2022                                                         | 1                                                                           | 80’ 81’                                                                     |
| 11-10-2021                                                                  | Marrakech                                                                   | Burkina Faso                                                                | 2 – 0                                                                       | Gibuti                                                                      | Qual. Mondiali 2022                                                         | -                                                                           | 72’                                                                         |
| 12-11-2021                                                                  | Marrakech                                                                   | Burkina Faso                                                                | 1 – 1                                                                       | Niger                                                                       | Qual. Mondiali 2022                                                         | -                                                                           | 74’ 75’                                                                     |
| 9-1-2022                                                                    | Yaoundé                                                                     | Camerun                                                                     | 2 – 1                                                                       | Burkina Faso                                                                | Coppa d'Africa 2021 - 1º turno                                              | -                                                                           | 71’                                                                         |
| 13-1-2022                                                                   | Yaoundé                                                                     | Capo Verde                                                                  | 0 – 1                                                                       | Burkina Faso                                                                | Coppa d'Africa 2021 - 1º turno                                              | -                                                                           | 78’                                                                         |
| 5-2-2022                                                                    | Yaoundé                                                                     | Burkina Faso                                                                | 3 – 3 dts (3 – 5 dtr)                                                       | Camerun                                                                     | Coppa d'Africa 2021 - Finale 3º posto                                       | -                                                                           | 90+4’                                                                       |
| 16-1-2024                                                                   | Bouaké                                                                      | Burkina Faso                                                                | 1 – 0                                                                       | Mauritania                                                                  | Coppa d'Africa 2023 - 1º turno                                              | -                                                                           | 85’                                                                         |
| 20-1-2024                                                                   | Bouaké                                                                      | Algeria                                                                     | 2 – 2                                                                       | Burkina Faso                                                                | Coppa d'Africa 2023 - 1º turno                                              | 1                                                                           | 62’ 64’                                                                     |
| 23-1-2022                                                                   | Limbe                                                                       | Burkina Faso                                                                | 1 – 1 dts (8 – 7 dtr)                                                       | Gabon                                                                       | Coppa d'Africa 2021 - Ottavi di finale                                      | -                                                                           | 81’ 90’                                                                     |
| 29-1-2022                                                                   | Garoua                                                                      | Burkina Faso                                                                | 1 – 0                                                                       | Tunisia                                                                     | Coppa d'Africa 2021 - Quarti di finale                                      | -                                                                           | 72’                                                                         |
| 8-9-2023                                                                    | Marrakech                                                                   | Burkina Faso                                                                | 0 – 0                                                                       | eSwatini                                                                    | Qual. Coppa d'Africa 2023                                                   | -                                                                           |                                                                             |
| 12-9-2023                                                                   | Lens                                                                        | Marocco                                                                     | 1 – 0                                                                       | Burkina Faso                                                                | Amichevole                                                                  | -                                                                           | 64’                                                                         |
| 13-10-2023                                                                  | Malabo                                                                      | Guinea Equatoriale                                                          | 0 – 0                                                                       | Burkina Faso                                                                | Amichevole                                                                  | -                                                                           | 57’                                                                         |
| 17-10-2023                                                                  | Casablanca                                                                  | Mauritania                                                                  | 1 – 2                                                                       | Guinea-Bissau                                                               | Amichevole                                                                  | 1                                                                           |                                                                             |
| 17-11-2023                                                                  | Marrakech                                                                   | Burkina Faso                                                                | 1 – 1                                                                       | Guinea-Bissau                                                               | Qual. Mondiali 2026                                                         | -                                                                           |                                                                             |
| 5-1-2024                                                                    | Kish                                                                        | Iran                                                                        | 2 – 1                                                                       | Burkina Faso                                                                | Amichevole                                                                  | 1                                                                           | 85’                                                                         |
| 10-1-2024                                                                   | Abu Dhabi                                                                   | RD del Congo                                                                | 1 – 2                                                                       | Burkina Faso                                                                | Amichevole                                                                  | 1                                                                           |                                                                             |
| 30-1-2024                                                                   | Korhogo                                                                     | Mali                                                                        | 2 – 1                                                                       | Burkina Faso                                                                | Coppa d'Africa 2023 - Ottavi di finale                                      | -                                                                           |                                                                             |
| 6-6-2024                                                                    | Il Cairo                                                                    | Egitto                                                                      | 2 – 1                                                                       | Burkina Faso                                                                | Qual. Mondiali 2026                                                         | -                                                                           | 84’                                                                         |
| 10-6-2024                                                                   | Bamako                                                                      | Burkina Faso                                                                | 2 – 2                                                                       | Sierra Leone                                                                | Qual. Mondiali 2026                                                         | -                                                                           | 69’                                                                         |
| 6-9-2024                                                                    | Diamniadio                                                                  | Senegal                                                                     | 1 – 1                                                                       | Burkina Faso                                                                | Qual. Coppa d'Africa 2025                                                   | -                                                                           | 82’                                                                         |
| 10-9-2024                                                                   | Bamako                                                                      | Burkina Faso                                                                | 3 – 1                                                                       | Malawi                                                                      | Qual. Coppa d'Africa 2025                                                   | -                                                                           | 77’ 82’                                                                     |
| 10-10-2024                                                                  | Abidjan                                                                     | Burkina Faso                                                                | 4 – 1                                                                       | Burundi                                                                     | Qual. Coppa d'Africa 2025                                                   | -                                                                           | 77’                                                                         |
| 13-10-2024                                                                  | Abidjan                                                                     | Burundi                                                                     | 0 – 2                                                                       | Burkina Faso                                                                | Qual. Coppa d'Africa 2025                                                   | 1                                                                           | 64’                                                                         |
| 21-3-2025                                                                   | El Jadida                                                                   | Burkina Faso                                                                | 4 – 1                                                                       | Gibuti                                                                      | Qual. Mondiali 2026                                                         | -                                                                           | 78’                                                                         |
| 24-3-2025                                                                   | Bissau                                                                      | Guinea-Bissau                                                               | 1 – 2                                                                       | Burkina Faso                                                                | Qual. Mondiali 2026                                                         | -                                                                           | 79’                                                                         |
| 2-6-2025                                                                    | Radès                                                                       | Tunisia                                                                     | 2 – 0                                                                       | Burkina Faso                                                                | Amichevole                                                                  | -                                                                           | 83’                                                                         |
| Totale                                                                      |                                                                             | Presenze                                                                    | 35                                                                          |                                                                             | Reti                                                                        | 7                                                                           |                                                                             |